# Вроняви (Великопольське воєводство)
Вроняви (пол. Wroniawy, нім. Niederweide) — село в Польщі, у гміні Вольштин Вольштинського повіту Великопольського воєводства.
Населення — 1334 особи (2011).
У 1975-1998 роках село належало до Зеленоґурського воєводства.

## Демографія
Демографічна структура станом на 31 березня 2011 року:
|          | Загалом | Допрацездатний вік | Працездатний вік | Постпрацездатний вік |
| -------- | ------- | ------------------ | ---------------- | -------------------- |
| Чоловіки | 641     | 129                | 466              | 46                   |
| Жінки    | 693     | 150                | 412              | 131                  |
| Разом    | 1334    | 279                | 878              | 177                  |